# 元町ロックンロールスウィンドル
『元町ロックンロールスウィンドル』（もとまちロックンロールスウィンドル）は2019年4月1日から6月24日までサンテレビで放送されていたドラマ番組である。

## 出演
- 主演・古着屋オーナーのマリア：鳥居みゆき
- 木戸：古市コータロー
- ：奥井隆一
- 蘭子：加藤明子
- ：中田彩葉

### ゲスト出演
（第1話）
- モズ：後藤まりこ
- 　：松﨑建ん語

（第2話）
- 　：仲野茂
- 　：大川裕明
- 　：森由月

（第3話）
- メイコ：星光子

（第3,4話）
- 　：お～い！久馬

（第5話）
- 　：マツモトクラブ
- 　：矢沢洋子

（第6話）
- 　：川本三吉
- 　：片山誠子

（第7話）
- 　：森田展義

（第8話）
- 俊介：あそどっぐ

（第9話）
- 　：佐渡未来
- 　：ラブ守永
- SM女王美玲：逢瀬アキラ

（第10話）
- 　：中井正樹
- ジェット北村アンビシャス：川添公二

（第11話）
- 豊：松永天馬
- 山口菜々：町本絵里

（第12話）
- 　：こうめ

（第13話）
- 　：一瀬尚代

## スタッフ
- プロデューサー：下弓奈（サンテレビ）、和田裕之・石原卓・信枝竜之（パンクフィルム・エンタープライズ）
- 撮影：大隈文顕
- 照明：一村龍祐
- 録音：内田達也
- 音楽監督：RYU智秀
- 制作：水取拓也
- 助監督：水取拓也、高木和也
- 編集：島田角栄　白石泰雅
- 監督・脚本：島田角栄
- 制作著作：サンテレビ、パンクフィルム・エンタープライズ株式会社

## 放送日程
| 話数   | 放送日  | サブタイトル                 |
| ------ | ------- | ---------------------------- |
| 第1話  | 4月01日 | 盲獣の純愛                   |
| 第2話  | 4月08日 | 迫撃！ダムド迫田監督         |
| 第3話  | 4月15日 | 愛しのストリッパー           |
| 第4話  | 4月22日 | 恋をとめないで               |
| 第5話  | 4月29日 | 壊れたラジオから流れる曲     |
| 第6話  | 5月06日 | みかん畑でつかまえて         |
| 第7話  | 5月13日 | 神戸刑事物語。               |
| 第8話  | 5月20日 | 寝たきり恋愛街道             |
| 第9話  | 5月27日 | 豚にトパーズ                 |
| 第10話 | 6月03日 | お雑煮とスペースパンクスター |
| 第11話 | 6月10日 | さらば愛しき憎悪             |
| 第12話 | 6月17日 | 溺れる犬                     |
| 最終話 | 6月24日 | 復讐のマリアDEATH            |

## ネット局
| 放送対象地域 | 放送局            | 系列   | 放送日時              | 放送期間               | 遅れ    |
| ------------ | ----------------- | ------ | --------------------- | ---------------------- | ------- |
| 兵庫県       | サンテレビ（SUN） | 独立局 | 毎週月曜23:30 - 24:00 | 2019年4月1日 - 6月24日 | 制作局  |
| 東京都       | TOKYO MX（MXTV）  | 独立局 | 毎週火曜25:40 - 26:10 | 2019年4月2日 - 6月25日 | 1日遅れ |

## インターネット配信
| 配信対象地域 | 配信元 | 放送期間                     |
| ------------ | ------ | ---------------------------- |
| 全国         | GYAO!  | サンテレビの放送終了後配信。 |

## DVD
- 元町ロックンロールスウィンドル (DVD2枚組) 2020年4月24日発売